# 시스템 통합
시스템 통합(system integration)은 사용자들의 요구에 따라 하드웨어·소프트웨어·네트워크 등 유형의 제품과 컨설팅·시스템 설계 및 유지보수 등 무형 서비스 기술을 통합, 의뢰자의 전산 및 경영환경에 맞는 종합전산해결책을 제공하는 전문정보처리 시스템 사업을 말한다.
시스템 통합은 엔지니어링에서 구성 요소 하위 시스템을 하나의 시스템(시스템이 가장 중요한 기능을 제공할 수 있도록 협력하는 하위 시스템의 집합)으로 통합하고 하위 시스템이 하나의 시스템으로 함께 기능하도록 보장하는 프로세스로 정의된다. 정보 기술에서 서로 다른 컴퓨팅 시스템과 소프트웨어 응용 프로그램을 물리적으로나 기능적으로 함께 연결하여 조화로운 전체로 작동하는 프로세스이다.
시스템 통합자는 컴퓨터 네트워킹, 엔터프라이즈 애플리케이션 통합, 비즈니스 프로세스 관리 또는 수동 프로그래밍과 같은 다양한 기술을 활용하여 개별 시스템을 통합한다.
시스템 통합은 "고객에 대한 가치 증대에 초점을 맞추는"(예: 제품 품질 및 성능 향상) 동시에 회사에 가치를 제공하는(예: 운영 비용 절감 및 응답시간 개선) 방식으로 기존의 서로 다른 시스템을 통합하는 것을 의미한다. 인터넷으로 연결된 현대 사회에서는 시스템 통합 엔지니어의 역할이 중요하다. 구축 중인 시스템 내부와 이미 배포된 시스템 모두에 연결되도록 설계되는 시스템이 점점 더 많아지고 있다.

## 같이 보기
- 시스템 통합 업체